# ゆめタウン邑久
ゆめタウン邑久（ゆめタウンおく）は、岡山県瀬戸内市邑久町にある株式会社イズミが運営・管理する総合スーパー（GMS）である。

## 概要
イズミが1994年11月22日に邑久駅にほど近い地点に開業した。地上2階建てとなっており、業種や品揃えが充実しており、来店頻度の高い店づくりを行っている。
当店には各フロア間を移動する手段はエスカレーターと階段のみで、エレベーターは設置されていない。
瀬戸内市では最も商業施設面積が広い。

## 沿革
- 1994年（平成6年）11月22日 - 株式会社イズミ運営の「ゆめタウン邑久」として開店[2]。
- 2020年（令和2年）5月7日 - 新型コロナの感染拡大によって休業中だった専門店の営業が再開[4]。

## フロアとテナント

### フロア概要
核店舗のゆめタウン邑久と21の専門店で構成される。
| 階  | フロア概要                 |
| --- | -------------------------- |
| 2階 | 直営売場・専門店街         |
| 1階 | 直営（食品）売場・専門店街 |

### 主なテナント
1階
- シャディサラダ館（ギフト）
- すわき（ラーメン）
- ドコモショップ（携帯ショップ）
- ソフトバンク（携帯ショップ）

2階
- ダイソー（100円ショップ）
- 宮脇書店（書籍・雑貨）
- カーブス（フィットネス）
- ゆめランド（アミューズメント）

別棟
- チャンスセンター（宝くじ）

※テナント情報は2022年5月時点
出店テナント全店の一覧詳細情報は公式サイト「ショップ」「フロアガイド」を、営業時間およびATMを設置している金融機関の詳細は「サービスガイド」を参照。

## アクセス
岡山県道223号線 箕輪尾張線沿いに位置している。

### 鉄道
- JR赤穂線 - 邑久駅から徒歩で約5分

### 自動車
- 岡山ブルーライン - 瀬戸内ICより約4分

## 周辺
- 瀬戸内市役所
- 瀬戸内市邑久町公民館
- 瀬戸内警察署邑久交番
- JR赤穂線邑久駅
- 邑久郵便局
- 中国銀行邑久支店
- 備前日生信用金庫邑久支店・邑久中央支店
- 瀬戸内農業協同組合
- ハローズ邑久店
- ザグザグ邑久店
- メガネの三城邑久駅前店